# Bertram Zwanziger
Bertram Zwanziger (* 10. August 1956 in Halle (Saale)) ist ein deutscher Jurist. Er war von 2001 bis 2022 Richter am Bundesarbeitsgericht.

## Leben und Wirken
Nach seinem rechtswissenschaftlichen Studium und dem anschließenden Referendariat war Zwanziger nach dem Ablegen der beiden Juristischen Staatsexamina zunächst als Rechtsanwalt tätig. Im Januar 1991 trat er in den Justizdienst der Freien Hansestadt Bremen ein und wurde am Arbeitsgericht Bremen-Bremerhaven eingesetzt. Im Dezember 1993 wurde er zum Richter am Arbeitsgericht ernannt, nachdem er zuvor von der Universität Göttingen mit der arbeitsrechtlichen Schrift Die ITF Kampagne gegen Billigflaggenschiffe im System des deutschen Arbeitskampfrechtes unter Einschluss des Kollisionsrechtes zum Dr. iur. promoviert worden war. Im November 2001 wurde Zwanziger zum Richter am Bundesarbeitsgericht ernannt und zunächst dem Neunten Senat zugewiesen. Im März 2005 wechselte er in den Dritten Senat, dessen stellvertretender Vorsitzender er 2009 wurde. Ab Februar 2012 war er stellvertretender Vorsitzender des Siebten Senats. Zum 1. Oktober 2014 kehrte Zwanziger in den vor allem für die betriebliche Altersversorgung zuständigen Dritten Senat zurück und wurde zu dessen Vorsitzendem Richter ernannt. Darüber hinaus publiziert Zwanziger vor allem über die Anwaltspraxis und das Arbeitsrecht der Insolvenzordnung. Zwanziger trat am 30. Juni 2022 in den Ruhestand.